# Eva Aschoff
Eva Aschoff (* 26. April 1900 in Göttingen; † 20. September 1969 in Freiburg im Breisgau) war eine deutsche Schrift- und Buchgestalterin.

## Leben und Wirken
Eva Aschoff studierte von 1921 bis 1923 bei F. H. E. Schneidler an der Kunstakademie Stuttgart und beim Buchbinder Wilhelm Schlemmer (Bruder von Oskar Schlemmer). Im Anschluss ließ sie sich in Freiburg und an der Landeskunstschule Hamburg bei Franz Weiße zur Buchbinderin ausbilden. Sie führte von 1928 bis 1964 eine eigene Buchbindewerkstatt in Freiburg, in der sie insbesondere Buchumschläge und Buntpapiere entwarf. Besonders bekannt sind ihre Arbeiten für den Insel Verlag, den Hanser Verlag sowie den Fischer Verlag.
In der Gestaltung ihrer Entwürfe wird die Idee des Gesamtkunstwerks deutlich, wobei Aschoff Bücher als Gebrauchsgegenstände betrachtete und sich von der Prachtband-Gestaltung abwandte. Aschoff gilt außerdem als die bekannteste Vertreterin der Monotypie, einem Einzelblattdruckverfahren. Als Spätfolge der arbeitsintensiven Nachkriegszeit verschlechterte sich Aschoffs Gesundheitszustand zu Beginn der 1960er Jahre; mit 64 Jahren schloss sie ihre Werkstatt und nahm sich Zeit für ihr malerisch-grafisches Schaffen.

## Rezeption
Da Aschoff die mit Ausstellungen verbundene Öffentlichkeit scheute, wurde ihr freies künstlerisches Werk nie einer breiten Öffentlichkeit bekannt. Anders verhielt es sich mit ihren buch- und schriftkünstlerischen Arbeiten, ihr Name tauchte regelmäßig in zeitgenössischen Zeitungs- und Zeitschriftenberichten auf, dabei stets in einer Reihe mit bedeutenden Schriftkünstlern. Gleichwohl brach die Rezeption in den nachfolgenden Jahren ab.

## Werke
Eva Aschoffs Arbeiten sind Teil der Olga Hirsch Collection of Decorated Papers sowie der Sammlung des Klingspor-Museums. Dort befinden sich Konvolute von Buntpapieren, außerdem Schriftblätter und Einbände zu Handschriften von Rudolf Spemann. Arbeiten von Aschoff befinden sich ebenfalls in der Buntpapiersammlung des Deutschen Buch- und Schriftmuseums der Deutschen Nationalbibliothek in Leipzig.

## Ausstellungen
- Kunstverein, Frankfurt a. M., 1936.
- Klingspor-Museum, Offenbach a. M., 1955.
- Weltausstellung Brüssel, 1958.
- Klingspor Museum, Offenbach a. M., 1986 und 2000.